# Луїза-Іполіта
Луїза-Іполита (фр. Louise-Hippolyte; 10 листопада 1697 — 29 грудня 1731) — правляча княгиня Монако з лютого 1731 року. Дочка Антуана I і його дружини Марії Лотаринзької.
У 1715 році брат Антуана I, священик Франсуа-Оноре, відмовився від прав на князівський титул. Оскільки Антуан не мав законних синів, спадкоємицею стала старша дочка Луїза-Іполіта. Для збереження князівського титулу в родині Грімальді Антуан схиляв дочку до шлюбу зі своїм двоюрідним братом, сеньйором Антіба. Однак дочка вибрала собі в чоловіки бретонського дворянина Жака-Франсуа де Гойона-Матійона. У цьому шлюбі народила п'ятьох синів: Антуана-Шарля, Оноре, Шарля, Франсуа-Шарля, Шарля-Моріса і чотирьох дочок.
Зайнявши трон Монако після смерті батька 20 лютого 1731 року, Луїза-Іполіта померла менш ніж через рік. Титул князя успадкував її чоловік, який взяв прізвище «Грімальді».